# Демонис, Иосиф Маркович
Иосиф Маркович Демонис (род. 6 сентября 1936, Славута, Хмельницкая область) — советский учёный, материаловед.

## Биография
Ученый в области материалов и технологии литья лопаток газотурбинных двигателей. Окончил МХТИ им. Д. И. Менделеева (1959), кандидат технических наук (1968). 

Один из разработчиков научного подхода к совершенствованию материалов и технологических процессов точного литья по выплавляемым моделям, позволившего впервые в отечественной практике разработать и внедрить на всех заводах авиационного моторостроения технологию изготовления обжиговых керамических стержней из огнеупорных материалов для литья лопаток ГТД. При его активном участии были разработаны и внедрены новые прогрессивные высокоградиентные технологические процессы литья лопаток с направленной и монокристаллической структурами для авиадвигателей самолетов Су-27, Су-30, МиГ-29, МиГ-31, Ту-154, Ил-86, Ту-204 и др.
Демонис И. М. автор более 100 научных трудов и изобретений. В настоящее время работает во Всероссийском научно-исследовательском институте авиационных материалов (ВИАМ), где прошел путь от инженера до заместителя Генерального директора по научной работе.
Четыре работы, выполненные И. М. Демонисом, отмечены бронзовыми медалями ВДНХ. Имеет 11 патентов (из них 4 зарубежных) и 21 авторское свидетельство.
Лауреат Государственной премии СССР, премии Авиапром им. П. В. Дементьева, премий АССАД им. академика А. М. Люльки, им. А. А. Микулина, им. академика Н. Д. Кузнецова. Присвоены звания «Заслуженный металлург РФ», «Почетный авиастроитель», «Заслуженный авиадвигателестроитель». Награждён медалью «Ветеран труда», золотым знаком «За заслуги перед ВИАМ» I степени, золотыми медалями академика С. Т. Кишкина, члена-корреспондента А. Т. Туманова, 100-лет Н. М. Склярова.